# 바부시킨스카야역
바부시킨스카야역(러시아어: Бабушкинская)은 모스크바 지하철 칼루시스코 리시스카야 선의 역이다.

## 역사
바부시킨스카야 역은 1978년 9월 30일에 개장하였다.

## 구조
바부시킨스카야 역은 1면 2선의 섬식 승강장 구조이다. 지상 대합실이 없고, 메진스키와 엔시스카야 거리의 지하 통로를 통해 접근 가능하다. 2000년대 초, 두 개의 진입 지점 위에 가벼운 구조로 지붕이 설치되었다. 남쪽 출입구는 에스컬레이터로 플랫폼과 연결되어 있다. 북쪽 방향은 계단이다.

## 설계
바부시킨스카야 역은 볼트 형태의 단일 스테이션으로, 약간 구멍난 회색 대리석 옆벽이 있는 단면 타원형이다. 모든 표지판과 조명기구가 천장에 부착되어 있어 중앙축을 따라 위치한 몇 개의 미니멀리스트 벤치를 제외하고 플랫폼이 완전한 개방형이다. 플랫폼 끝 부분과 출구 계단 위쪽에 바부시킨의 북극 비행을 기념하는 A. M. 모시추크의 조각품이 있다. 건축가는 클로로코프와 포포프였다.

## 같이 보기
- (러시아어) mosmetro.ru
- (러시아어) metro.ru
- (러시아어) news.metro.ru